# 吴少默

吴少默

吴少默（1901年5月1日—1979年3月8日），原名吴缉熙，字少默，别号恬默、镜若，化名赵雄、兆雄、吴伯揆、吴寄芸、舍列基、张发，男，云南祥云人，中华人民共和国政治人物，中国共产党早期人物。曾任云南省人民委员会副秘书长，云南省第一、二、三、五届人民代表，政协云南省第一至四届常务委员。

## 生平
吴少默1919年从九峰高等小学毕业后，考入昆明十一属联合中学，半年后转入云南法政学校，次年转至北京法政专门学校，他与王复生、王德三兄弟交往甚密，还加入北京大学马克思学说研究会。1924年，考入上海南方大学，同年秋加入共青团，次年6月经陈赓介绍加入中国共产党。
1926年6月，受派到国民革命军第三军政治部任宣传科长兼组织科长，之后历任第三军十九团政治指导员、二十三团、二十团党代表、第七师政治部主任、南昌卫戍司令部军法处长、第三军政治部主任等职。1927年5月，第三军军长朱培德清退政工人员，吴少默离开前往武汉，到十一军政治部任秘书。7月底，受命准备赴任广东省委军委书记，但未成行。又被派回云南工作，9月任国民革命军第三十八军第98师政治部主任，受师长卢汉器重，12月被选为云南临工委委员。1928年初，龙云大规模清党，吴少默被迫离开，转至滇南，在建水发展党组织；4月在省临委扩大会议上当选临委委员；同年10月13日至14日，中共云南第一次代表大会在蒙自查尼皮村召开，吴少默当选省临委常务委员，后分管军事兼组织工作。1929年3月赴上海，向中央汇报工作后参加干部培训班；同年10月返回昆明，又前往马关八寨领导反对团防司令曹仁恭的武装斗争；1930年3月斗争失败后，被王德三派去广西与张云逸联系未果，折返文山。因陈家铣叛变，昆明省委机关遭破坏，故至滇西隐蔽。同年8月回到祥云；12月，因在省委工作的王孝蕃为逃脱搜捕潜回祥云，国民党在祥云、宾川进行搜捕，滇西也无法立足，两人决定前往上海，经过一年多后终于1932年1月抵沪，此后他便在沪、杭一带工作。1934年10月，受派到苏联学习，1936年5月返沪时被捕，在狱中他宣告脱党。1937年7月因病，加之国共合作的大形势，得以获释返乡。
他在祥云先后任祥云协修滇缅铁路征械处处长、祥云县立初级中学校长，后因其进行爱国宣传引起当局注意，1941年去云南省矿业银行保山分行任经理。1943年转至昆明，由时任云南省建设厅厅长杨文清安排担任建设厅设计委员。1945年，任云南木棉公司协理。1947年，任省民政厅秘书。在昆明期间，他常利用与政府官员的关系帮助地下党。约1949年5月，与中共云南省工委取得直接联系，并接受策动卢汉起义的委托。他多次与卢汉展开谈话，消除了他的一些顾虑。同时，吴少默对其他一些人做思想工作，还赴祥云下庄与滇西人民自卫团司令员李鉴洲接触，多方配合促进卢汉的起义。卢汉宣告起义后，吴少默任临时军政委员会秘书长。
1950年8月，任云南省军政委员会秘书长、云南省民族事务委员会委员。9月，任云南省政府委员。1951年1月，受聘为中国人民保卫世界和平反对美国侵略委员会委员。1952年10月，任省民族事务委员会副主任兼秘书长。1956年4月，任云南省人民委员会委员兼副秘书长。
“文革”中受到迫害，长期患病。1979年3月8日在昆明病逝，享年77岁。
位于祥云县祥城镇大乘村的吴少默故居于2017年被公布为祥云县文物保护单位。